# Bettina Schültke
Bettina Schültke (* 6. Februar 1961 in Frankfurt am Main) ist eine deutsche Dramaturgin und Theaterwissenschaftlerin.

## Leben
Nach dem Studium der Theaterwissenschaft, Germanistik und Romanistik (Italienisch) an der Freien Universität Berlin promovierte sie über das deutschsprachige Theater während der NS-Zeit.
Seit 1991 arbeitet sie als Dramaturgin u. a. am Schauspiel Frankfurt, am Staatstheater Hannover, an der Volksbühne Berlin am Rosa-Luxemburg-Platz, am Bayerischen Staatsschauspiel (1994–1999), am Theater Bremen und von 2001 bis 2010 am Deutschen Theater Berlin. Sie betreute seitdem über fünfzig Inszenierungen, am Deutschen Theater vor allem von Dimiter Gotscheff und Jürgen Gosch. 2011 war sie am Staatsschauspiel Dresden engagiert. Seit 2013 ist sie Intendantin und Geschäftsführerin  des Zimmertheaters Rottweil.
Ferner übernahm sie Lehraufträge (an der Freien Universität Berlin, der Ludwig-Maximilians-Universität München, der Bayerischen Theaterakademie München, der Hochschule für Musik und Theater „Felix Mendelssohn Bartholdy“ Leipzig), war Mitglied der Jury für den Münchner Literaturpreis, Mentorin des Stückemarkts des Berliner Theatertreffens und gab zusammen mit Peter Staatsmann 2008 das Buch „Das Schweigen des Theaters – Der Regisseur Dimiter Gotscheff“ (als ein Arbeitsbuch für ein künftiges Theater) heraus.

## Dramaturgie (Auswahl)
- 1998, Bayerisches Staatsschauspiel München: Tankred Dorst „Wegen Reichtum geschlossen“ (UA), Regie: Alexander Lang
- 1998, Bayerisches Staatsschauspiel München, Tennessee Williams „Die tätowierte Rose“, Regie: Hans Neuenfels
- 2002, Deutsches Theater Berlin, Andreas Dresen „Zeugenstand. Stadtguerilla-Monologe“ (UA), Regie: Andreas Dresen
- 2004, Deutsches Theater Berlin: Heiner Müller „Germania. Stücke“, (gemeinsam mit Peter Staatsmann), Regie: Dimiter Gotscheff
- 2007, Deutsches Theater Berlin: Samuel Beckett „Endspiel“, Regie: Jan Bosse
- 2009, Deutsches Theater Berlin: Roland Schimmelpfennig „Idomeneus“, Regie: Jürgen Gosch
- 2010, Staatsschauspiel Dresden: Stein, Bock, Harnick „Anatevka“, Regie: Heidelinde Leutgoeb (Koproduktion mit den Musikfestspielen Dresden)
- 2013, Zimmertheater Rottweil: Goethe „Faust 1“, Regie: Peter Staatsmann

## Werke
- Kunst oder Propaganda? Die Städtischen Bühnen Frankfurt am Main 1933 bis 1945. Frankfurt am Main 1994, ISBN 3-7829-0464-8
- Die Vagina-Monologe. von Eve Ensler, Aus dem Amerikanischen von Peter Staatsmann und Bettina Schültke, Hamburg 2000, ISBN 0-375-75052-5
- Das Schweigen des Theaters – Der Regisseur Dimiter Gotscheff. (mit Peter Staatsmann), Berlin 2008, ISBN 978-3-940384-10-2

## Auszeichnungen
Bettina Schültke erhielt 1989 den Johann-Philipp-von-Bethmann-Studienpreis der Frankfurter Historischen Kommission.
| Personendaten    | Personendaten        |
| ---------------- | -------------------- |
| NAME             | Schültke, Bettina    |
| KURZBESCHREIBUNG | deutsche Dramaturgin |
| GEBURTSDATUM     | 6. Februar 1961      |
| GEBURTSORT       | Frankfurt am Main    |